# Grünauer BC
Maillots
Dernière mise à jour : 16 mars 2011.
Le Grünauer BC est un club allemand de football localisé dans le quartier de Grünau dans l’arrondissement de Treptow-Köpenick à Berlin.

## Histoire (football)

### De 1917 à 1945
Les racines du club remontent à la fondation sous l’appellation Grünauer BC en 1917. Jusqu’à la fin de la Seconde Guerre mondiale, la plus haute division atteinte par ce club fut la Kreisliga Berlin en 1935.
En 1945, le club fut dissous par les Alliés, comme tous les clubs et associations allemands (voir Directive n°23). Il fut reconstitué sous le nom de Sportgemeischaft Falkenberg ou SG Falkenberg .
Le quartier de Grünau est situé dans la partie orientale de Berlin. Il se retrouva donc en zone soviétique, puis fit donc partie de la RDA, à partir d’octobre 1949.

### Époque de la RDA

#### SG Grünau
En 1945-1946, la SG Falkenberg participa, sous le nom de SG Grünau, à la Berliner Stadtsliga. Huitième sur neuf dans son groupe, l’équipe ne sa qualifia pas pour l'édition 1946-1947 qui ne regroupa plus que douze formations.
Jusqu’en 1963, le club porta plusieurs appellations différentes. En 1948, une fusion avec la SG Bohnsdorf forma le TSV Grünau-Bohnsdorf. Deux ans plus tard, le cercle fut renommé SVgg Grünau.
Sous cette appellation, le club monta en DDR-Liga en 1951, soit la Division 2 du football est-allemand. Terminant dernière de son groupe, l’équipe fut reléguée en Bezirksliga Ost-Berlin où elle fut contrainte de former une association avec une partie de l’Union Oberschönenweide et de jouer sous la dénomination de Union Oberschönenweide-Grünau. Cette association ne dura qu’une seule saison. À partir de 1953, le club rejoua sous le nom de SG Grünau.
En 1958, le club remporta le titre en Bezirksliga Ost-Berlin. Grâce à cela, il monta en II. DDR-Liga, une ligue qui constitua le 3e niveau est-allemand entre 1955 et 1963.
Le SG Grünau, qui fut renommé Lufthansa Berlin en 1962, resta en II. DDR-Liga jusqu’à la dissolution de cette ligue au terme de la saison 1962-1963. Ensuite, il retourna en Bezirksliga Ost-Berlin qui redevenait le 3e niveau.

#### BSG Luftfahrt Berlin

ancien logo de la BSG Luftfahrt Berlin

En 1963, le cercle fut rebaptisé BSG Luftfahrt Berlin. Il conserva cette dénomination jusqu’en 1990 en football, même s’il porta le nom de Interflug Berlin lors de la saison 1969-1970. Le club joua sans interruption en Bezirksliga Ost-Berlin. S’il décrocha quelques troisièmes places, il n’obtint plus aucun titre et lutta parfois pour son maintien.
En 1990, le club reprit son appellation historique de Grünauer BC 1917.

### Grünauer BC
Le club boucla la dernière saison de la Bezirksliga Ost-Berlin, en 1990-1991 à la 12e place.
Pour la saison 1991-1992, le Grünauer BC 1917 participa à la Landesliga Berlin, soit au 5e niveau du football allemand réunifié.
Le cercle évolua jusqu’en 2000 dans cette ligue, qui en 1994, avec l’instauration des Regionalligen, devint le 6e étage de la pyramide du football allemand.
Relégué en Bezirksliga Berlin, le Grünauer BC descendit en Kreisliga A, Groupe 3 en 2003 puis fut à nouveau relégué, cette fois en Kreisliga B, l’année suivante. Versé dans le Groupe 2, il termina vice-champion en 2005 et remonta.
Troisième de la Kreisliga A, Groupe 1, en 2006, le club remonta en Bezirksliga Berlin. Il y joua jusqu’en 2010, année où il remporta le titre du Groupe 1 et remonta en Landesliga Berlin.
En 2010-2011, le Grünauer BC 1917 évolue en Landesliga Berlin, Groupe 1, soit au 7e niveau de la hiérarchie de la DFB.

## Palmarès

### Époque de la RDA

#### SG Grünau
- Champion de la Bezirksliga Ost-Berlin: 1958

### Grünauer BC 1917
- Vice-champion de la Kreisliga B Berlin, Groupe 2: 2005.
- Champion de la Bezirksliga Berlin, Groupe 1: 2010.

## Localisation

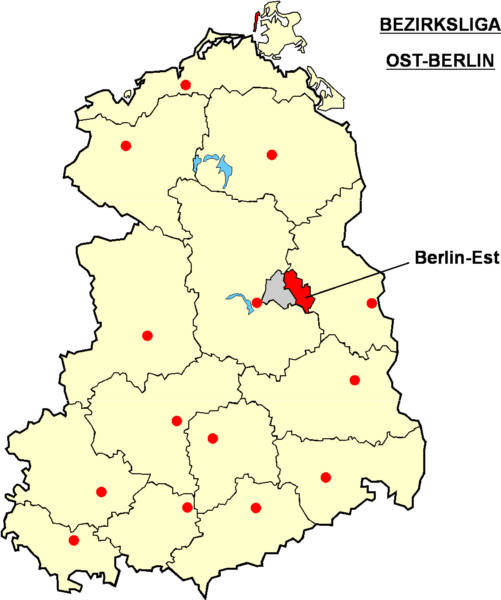
Localisation de la Bezirksliga Ost-Berlin à l’époque de la RDA
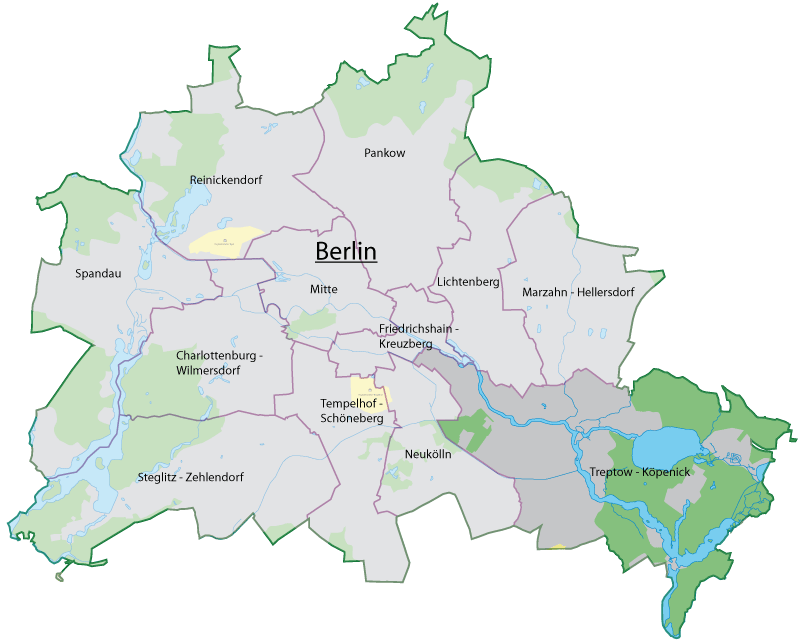
Localisation de l’arrondissement de Treptow-Köpenick
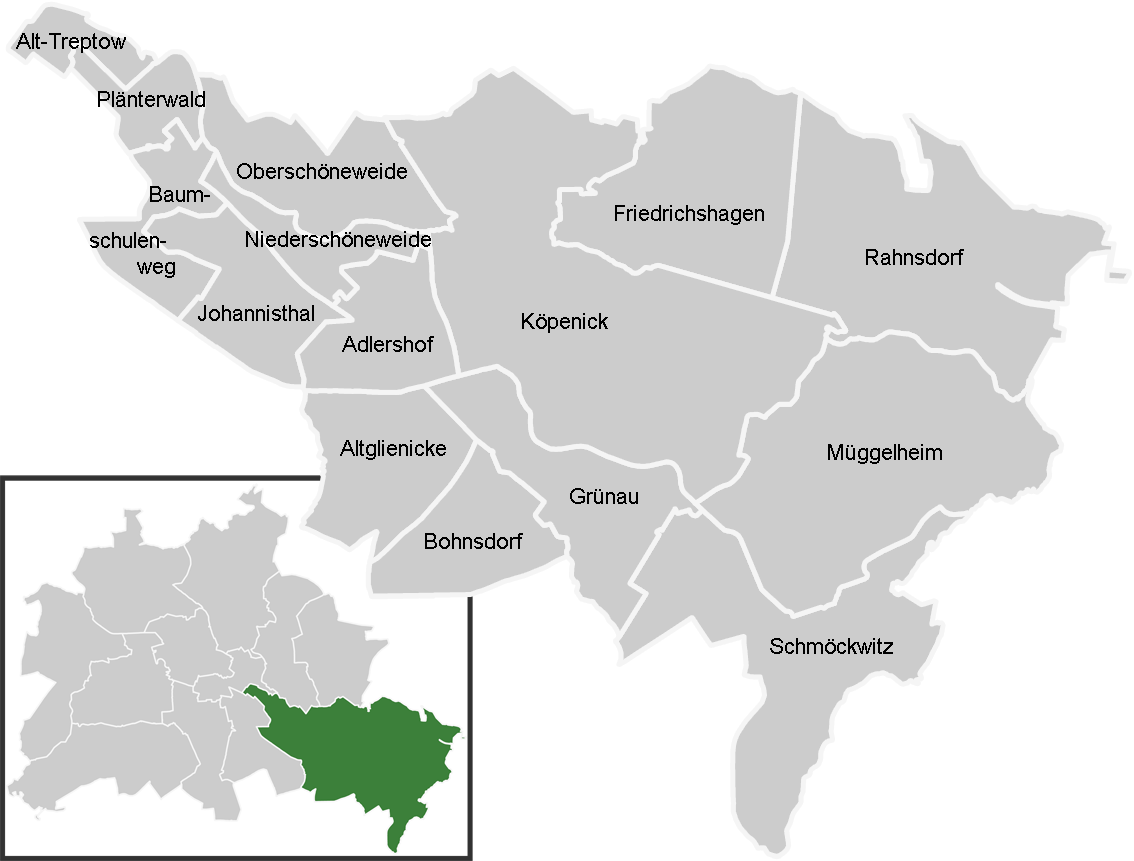
les quartiers de l’arrondissement de Treptow-Köpenick